# It Might Get Loud
It Might Get Loud is een Amerikaanse rockumentaire uit 2008 van filmregisseur Davis Guggenheim. Het doorloopt de carrières en verschillende muziekstijlen van de gitaristen Jimmy Page (Led Zeppelin), The Edge (U2) en Jack White (The White Stripes). De film ging op 5 september 2008 in première tijdens het Internationaal filmfestival van Toronto en werd op 14 augustus 2009 in de Verenigde Staten uitgebracht door de Amerikaanse distributiemaatschappij Sony Pictures Classics.

## Verhaal
De film vertoont de variatie in speel- en opnamestijlen van de rockgitaristen Jimmy Page, The Edge en Jack White. Ze gaan terug naar belangrijke plaatsen in hun carrière en laten zien en horen wat hen inspireerde.

### Jimmy Page

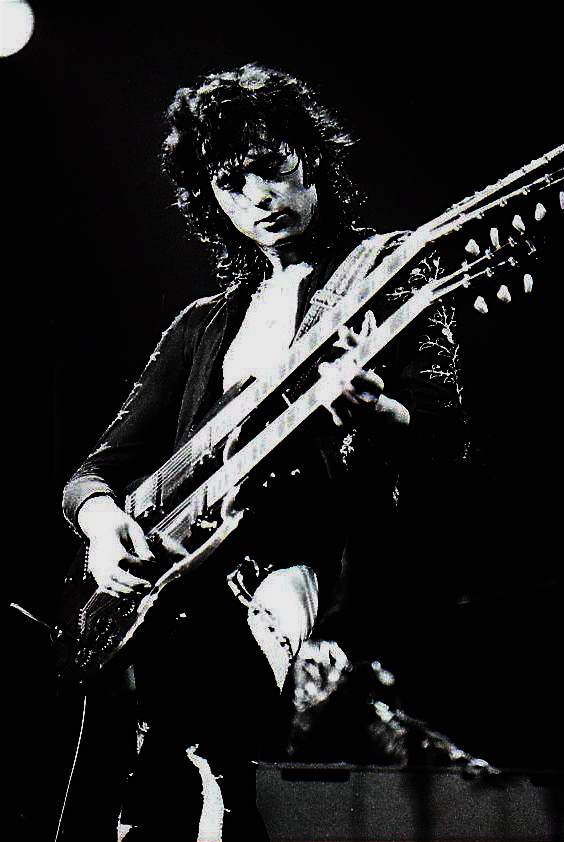
Page in Madison Square Garden, New York in 1973.

Het eerste spoor dat Jimmy Page achterliet, was toen hij in zijn jeugd gitaar speelde in een skiffleband. Op 13-jarige leeftijd nam hij, met een skiffle-kwartet, deel aan de BBC One talentenjachtshow All Your Own van presentator Huw Wheldon. Omdat hij naast de gitaar nog andere interesses had, meldde hij zich aan bij een kunstacademie. Later begint Page een carrière als sessiemuzikant, maar na een tijd raakt hij ontmoedigd door het besef dat hij alleen andermans muziek speelt en zijn eigen creativiteit daardoor onderdrukt. Hij sluit zich aan bij The Yardbirds en in 1968 richt hij Led Zeppelin op. In de film legt hij uit welke invloed blues en skiffle op hem heeft gehad. Hij bezoekt onder andere het voormalige armenhuis Headley Grange in Headley waar een aantal nummers van de albums Led Zeppelin III (1970),  Led Zeppelin IV (1971), Houses of the Holy (1973) en Physical Graffiti (1975) zijn opgenomen.  Ook legt hij uit hoe het kenmerkende geluid van de drumpartij in het Led Zeppelin nummer When the levee breaks werd bereikt.

### The Edge

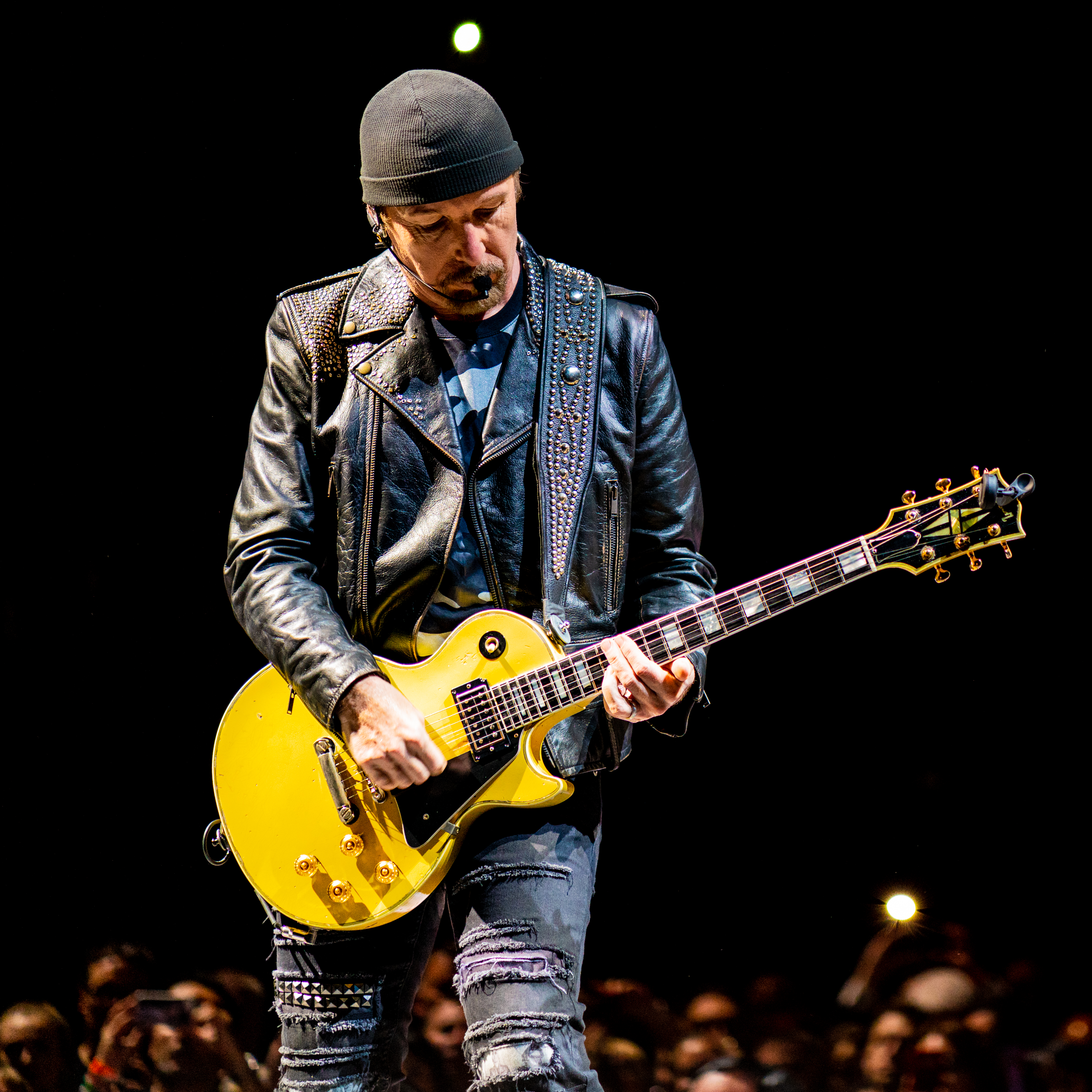
The Edge in Manchester tijdens de Experience and Innocence Tour in 2018.

Op zevenjarige leeftijd kreeg The Edge van zijn moeder een Spaanse gitaar, waar hij samen met zijn vier jaar oudere broer Dik, dagelijks op oefende. Dik, zo vertelt hij, had een grote invloed op hem en zijn latere gitaarspel. In de film keert hij terug naar Mount Temple Comprehensive School in Dublin, en vertelt welke rol deze school speelde bij de oprichting van U2. Ook demonstreert hij zijn speeltechniek, het gebruik van delay en van effectpedalen. Hij bespreekt ook de aankoop van een van zijn kenmerkende gitaren, de Gibson Explorer en de invloed die punkmuziek op hem heeft gehad. The Edge laat ook demo-opnames horen van Where the Streets Have No Name, vertelt waar zijn inspiratie voor Sunday Bloody Sunday vandaan kwam en experimenteert hij met verschillende effecten voor de gitaarriff uit Get on Your Boots.

### Jack White

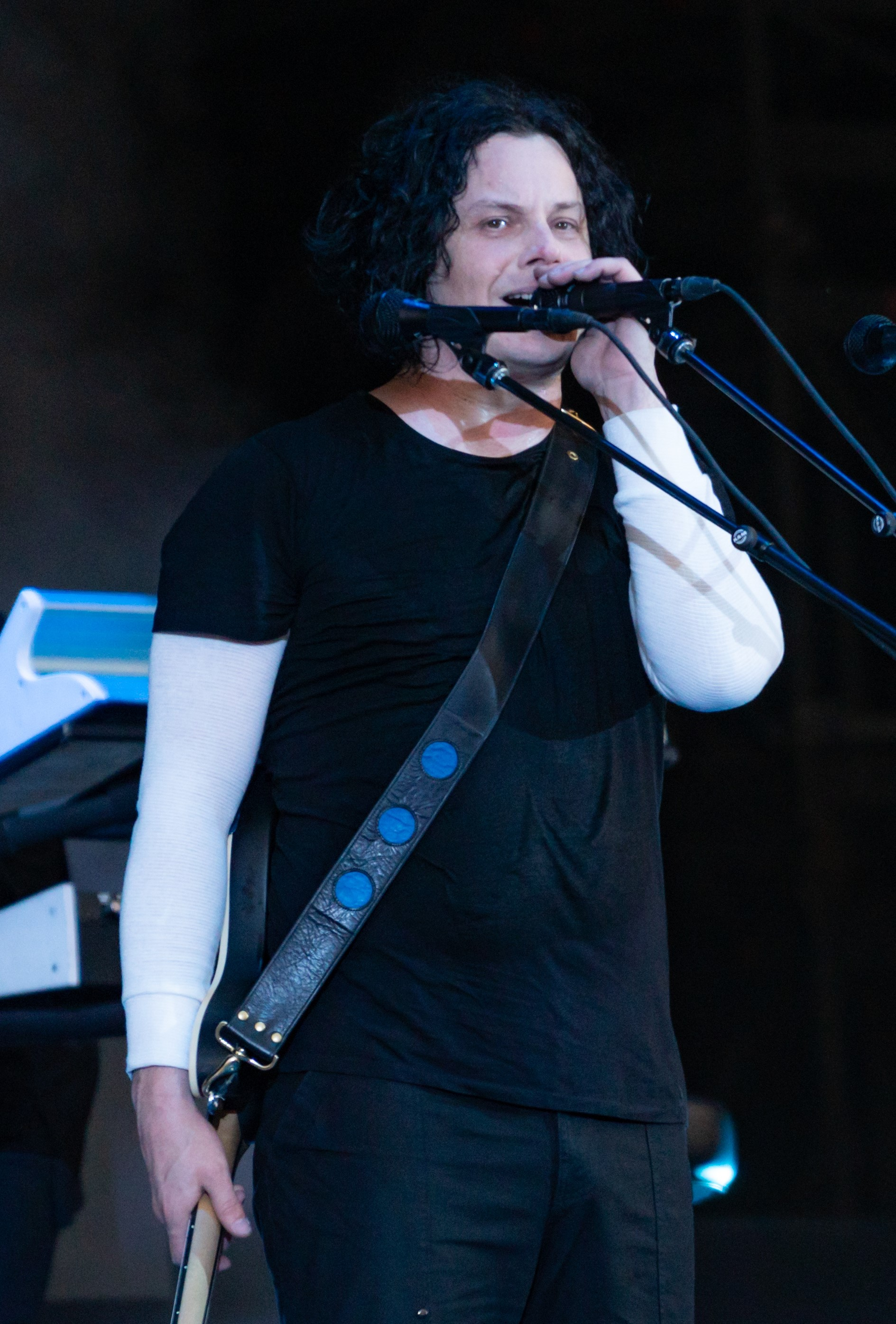
Jack White tijdens Rock Werchter 2018.

Jack White’s muzikale geschiedenis brengt hem terug naar zijn jeugd in een achterstandswijk in Detroit. Om in zijn slaapkamer ruimte vrij te maken voor twee drumstellen en een gitaar, sliep White op een stuk schuimrubber. Zodoende kon hij zich volledig met zijn muziek bezighouden. Hij worstelde lang om zijn muzikale identiteit te kunnen vaststellen, omdat het in de omgeving waar hij leefde niet vanzelfsprekend was om een instrument te bespelen. Zijn interesse in blues- en folkmuziek stond lijnrecht tegenover de, in zijn buurt populaire, hiphop- en housemuziek. Uiteindelijk vindt White zijn weg als hij samen met Brian Muldoon, de garagerockband The Upholsterers opricht. Daarna richtte hij de bands The White Stripes (1997) en The Raconteurs (2005) op. White's filosofie is om zichzelf op muzikaal gebied uit te dagen, om zodoende creatieve manieren van opnemen en spelen te forceren.
Centraal in de film staat de ontmoeting tussen de drie gitaristen. Ze vertellen elkaar, onder andere, over hun verschillende technieken en invloeden. Ook spelen ze samen elkaars nummers en leggen elkaar uit hoe I Will Follow, Dead Leaves and the Dirty Ground en In My Time of Dying gespeeld moeten worden. De film eindigt met een scène waarin de drie op akoestische gitaar een geïmproviseerde coverversie spelen van het nummer The Weight.

## Recensies
De film ging op 5 september 2008 in première tijdens het Internationaal filmfestival van Toronto en werd in 2009 vertoond op het Sundance Film Festival en het internationaal filmfestival van Berlijn. De film ontving over het algemeen positieve recensies.
Op de website van Metacritic kreeg de film een review-score van gemiddeld 70% en op die van Rotten Tomatoes, 80%. De algemene mening over de film was: "It Might Get Loud" is een eerbetoon aan het meest kenmerkende instrument van de rockmuziek, is inzichtelijk en muzikaal bevredigend.
Journalist Phil Alexander van het muziektijdschrift Mojo Magazine, schreef in 2010: "It Might Get Loud" is een boeiend spektakel van ruim 90 minuten dat de kijker een unieke inkijk geeft in de keuken van de rockmuziek.
Barney Hoskyns van het tijdschrift Uncut, noemde het "een film waarin je wordt opgezogen".
Paul Elliott van Classic Rock Magazine, omschrijft de film als volgt: "Een gedurfde en unieke verkenning van het leven van drie totaal verschillende gitaristen met drie heel verschillende verhalen. Een film om van te watertanden."